# Roland Berger

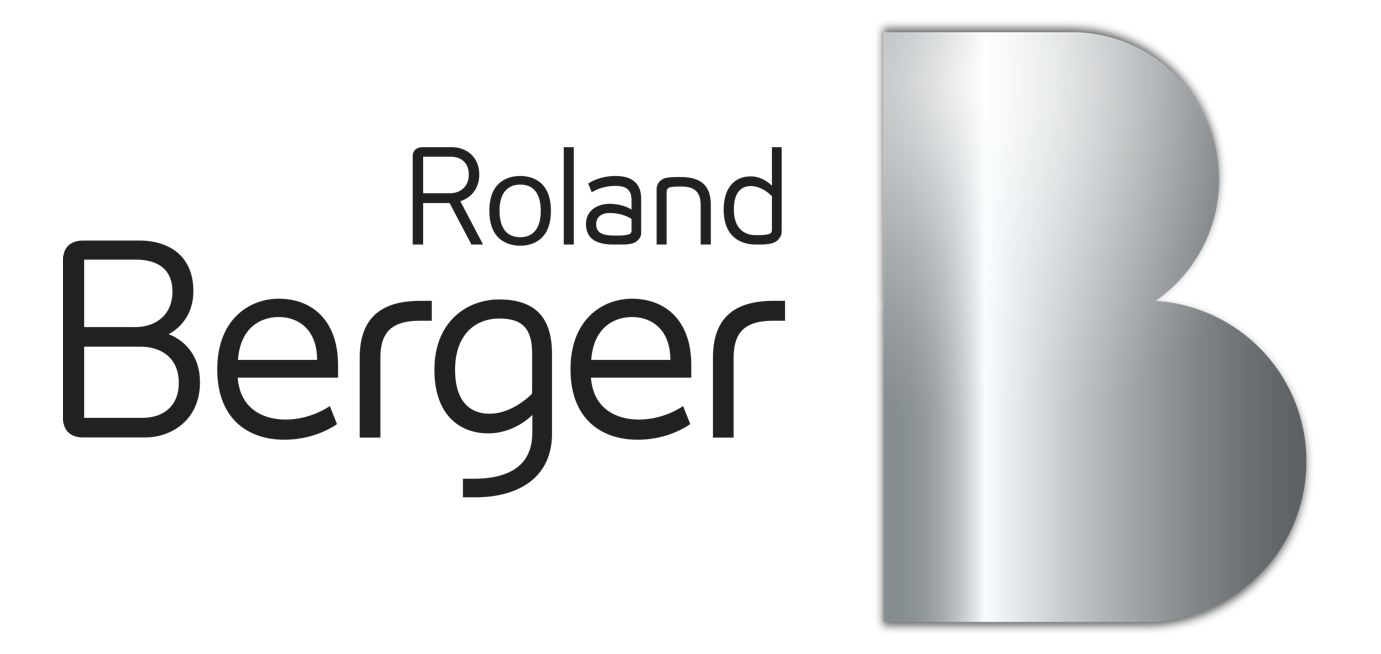

Roland Berger är en global konsultfirma med huvudkontor i München, med över 50 kontor i 36 länder. Företag grundades 1967 under namnet Roland Berger Strategy Consultants av affärsmannen Roland Berger och är idag en av världens sju största konsultfirmor inom strategi. I 2011 omsatte bolaget cirka US1.2$ miljarder. Med nästan 2400 anställda globalt är Roland Berger ett företag ägt av sina 220 partners.